# Progressieve Socialistische Partij van Oekraïne
De Progressieve Socialistische Partij van Oekraïne (Oekraïens: Прогресивна соціалістична партія України, Prohresyvna sotsialistychna partiya Ukrayiny, PSPU) is een op 22 maart 2022 geschorste Oekraïense politieke partij. De partij wordt sinds de oprichting in 1996 geleid door Nataliya Vitrenko (*1951). Op 23 juni 2022 werd de PSPU bij wet verboden. De partijfinanciën en het onroerend goed zijn door de staat genationaliseerd.

## Geschiedenis
De partij ontstond in april 1996 als linkse afsplitsing van de Socialistische Partij van Oekraïne (SPU). De SPU voert een pro-Russische koers en streeft naar de eenwording van Rusland, Wit-Rusland en Oekraïne. Daarnaast is de partij een aanhanger van het Euraziatisch gedachtegoed en een pleitbezorger van toetreding van Oekraïne tot de Euraziatische Economische Unie. De PSPU is fel gekant tegen de NAVO, de Europese Unie en het IMF.
Vitrenko nam in 1999 deel aan de presidentsverkiezingen en eindigde met 11% van de stemmen als vierde in de eerste ronde van de verkiezingen. Bij de presidentsverkiezingen van 2004 kreeg ze maar 1,53% van de stemmen.
De parlementsverkiezingen van 1998 waren de enige parlementsverkiezingen waarbij de PSPU zetels won in de Verchovna Rada (Hoogste Raad). In totaal kreeg de partij er 16 van de 450.
Sinds 2015 maakte de PSPU deel uit van de politieke alliantie Linkse Oppositie.
Op 20 maart 2022 verbood de Oekraïense Veiligheidsraad de activiteiten van elf pro-Russische politieke partijen voor de duur van de staat van beleg. Op 23 juni 2022 werd de PSPU verboden.

## Ideologische verschuiving
Tot 2010 was de partij duidelijk links en marxistisch van signatuur, maar vanaf dat moment schoven PSPU en Vitrenko duidelijk op in rechtse richting. In ieder geval nam de partij een aantal standpunten in die eerder met rechts dan met links te maken hadden. Zo is Vitrenko sinds een aantal jaren een groot pleitbezorger van de Oekraïens-Orthodoxe Kerk patriarchaat van Moskou terwijl zij voordien ongodsdienstig was en zich meermaals kritisch uitliet over godsdienst. De PSPU kent sinds een aantal jaren een Euraziatisch profiel. Een constante factor bij zowel Vitrenko als de PSPU is de afkeer voor het Westen, en dan met name de Verenigde Staten van Amerika.

## Bondgenoten
- Communistische Partij van Oekraïne
- Partij "Rus"